# Italochrysa conspicua
Italochrysa conspicua is een insect uit de familie van de gaasvliegen (Chrysopidae), die tot de orde netvleugeligen (Neuroptera) behoort. 
Italochrysa conspicua is voor het eerst wetenschappelijk beschreven door Hölzel & Ohm in 2003.